# Corispermum caucasicum
Corispermum caucasicum là loài thực vật có hoa thuộc họ Dền. Loài này được Iljin mô tả khoa học đầu tiên năm.